# Fusillade du 1er juillet 2016 à Dacca
La fusillade de Dacca du 1er juillet 2016 est une attaque terroriste menée dans un restaurant du quartier Gulshan à Dacca au Bangladesh.
Dans la nuit du 1er juillet 2016, cinq assaillants ont ouvert le feu sur la Holey Artisan Bakery dans le riche quartier de Gulshan à Dacca, au Bangladesh. Ils ont également lancé des bombes, pris plusieurs dizaines d'otages et tué au moins un agent de police dans des fusillades avec la police.

## Contexte
Depuis 2013, le Bangladesh a connu une augmentation des attaques islamistes sur les minorités religieuses, les blogueurs et les laïcs.
Gulshan est un quartier riche de Dacca où se trouvent de nombreuses ambassades.

## Déroulement
L'attaque a commencé à environ 21 h, heure locale. Au moins neuf assaillants sont entrés dans le restaurant armés de bombes, de mitrailleuses. Un attaquant avait une épée. Ils ont ouvert le feu et fait exploser plusieurs bombes avant de prendre de nombreux otages, presque tous des étrangers. Ils se sont engagés dans des fusillades avec la police, blessant plusieurs policiers, dont l'un a trouvé la mort. Les forces de sécurité (police, armée, Rapid Action Battalion) ont bouclé la zone autour du restaurant et a lancé un assaut tôt le matin libérant treize otages, tuant six terroristes et en capturant un.
Selon l'un des survivants, les assaillants ont demandé aux otages de réciter un verset du Coran. Ceux qui pouvaient réciter un verset ont été épargnés et ceux qui ont échoué ont été torturés.

## Bilan
Vingt civils, six hommes armés et deux policiers ont été confirmés tués, tandis que 50 autres, pour la plupart du personnel de police, ont été blessés,. La liste des tués comprend un commissaire adjoint de la direction générale de la police métropolitaine de Dacca et l'officier responsable de la station de police de proximité de Banani,. Des citoyens japonais et des citoyens italiens sont parmi les victimes. L'armée du Bangladesh a annoncé que les 20 otages tués dans l'attaque étaient des étrangers, et qu'ils ont été « tués brutalement avec des armes tranchantes » par les terroristes.
| Nationalité | Morts |
| ----------- | ----- |
| Italienne   | 9     |
| Japonaise   | 7     |
| Bangladaise | 6     |
| Indienne    | 1     |
| Américaine  | 1     |

## Revendication
L'État islamique revendique l'attaque le jour même et l'agence de presse Amaq, liée à l'EI, diffuse les photos des cinq assaillants,. Les auteurs de l'attaque, tous Bengalis, étaient des jeunes hommes très instruits issus de familles aisées sauf un, fils d'ouvrier. Asaduzzaman Khan (en), ministre de l'Intérieur, accuse cependant le Jamaat-ul-Mujahideen Bangladesh et nie une présence de l'État islamique au Bangladesh.

## Au cinéma
La fusillade de Dacca a inspiré le réalisateur bangladais Mostofa Sarwar Farooki qui en a tiré le drame Shonibar Bikel, tourné en 2019 : un huis-clos entre terroristes et otages à l'intérieur du restaurant, où se confrontent différentes interprétations de la loi divine, dans la modernité du Bangladesh (prescriptions vestimentaires et alimentaires, place et rôle de la femme, devoir d'hospitalité, etc.)